# Lista da programação do Lollapalooza por ano
Essa é uma lista das programações do Lollapalooza, organizadas por ano. O Lollapalooza foi um festival anual itinerante de música organizado entre 1991 e 1997 por Perry Farrell, vocalista da banda Jane's Addiction. O conceito foi revivido em 2003, mas acabou sendo cancelado em 2004. A partir de 2005, o evento passou a ser realizado quase exclusivamente no Grant Park, em Chicago, com edições também realizadas no Chile, Brasil, Argentina, Alemanha, França e Índia.

Em 2012, foi inaugurada a edição brasileira do Lollapalooza no Jockey Club, em São Paulo. Atualmente, o festival ocorre no Autódromo de Interlagos e continua sendo realizado anualmente.

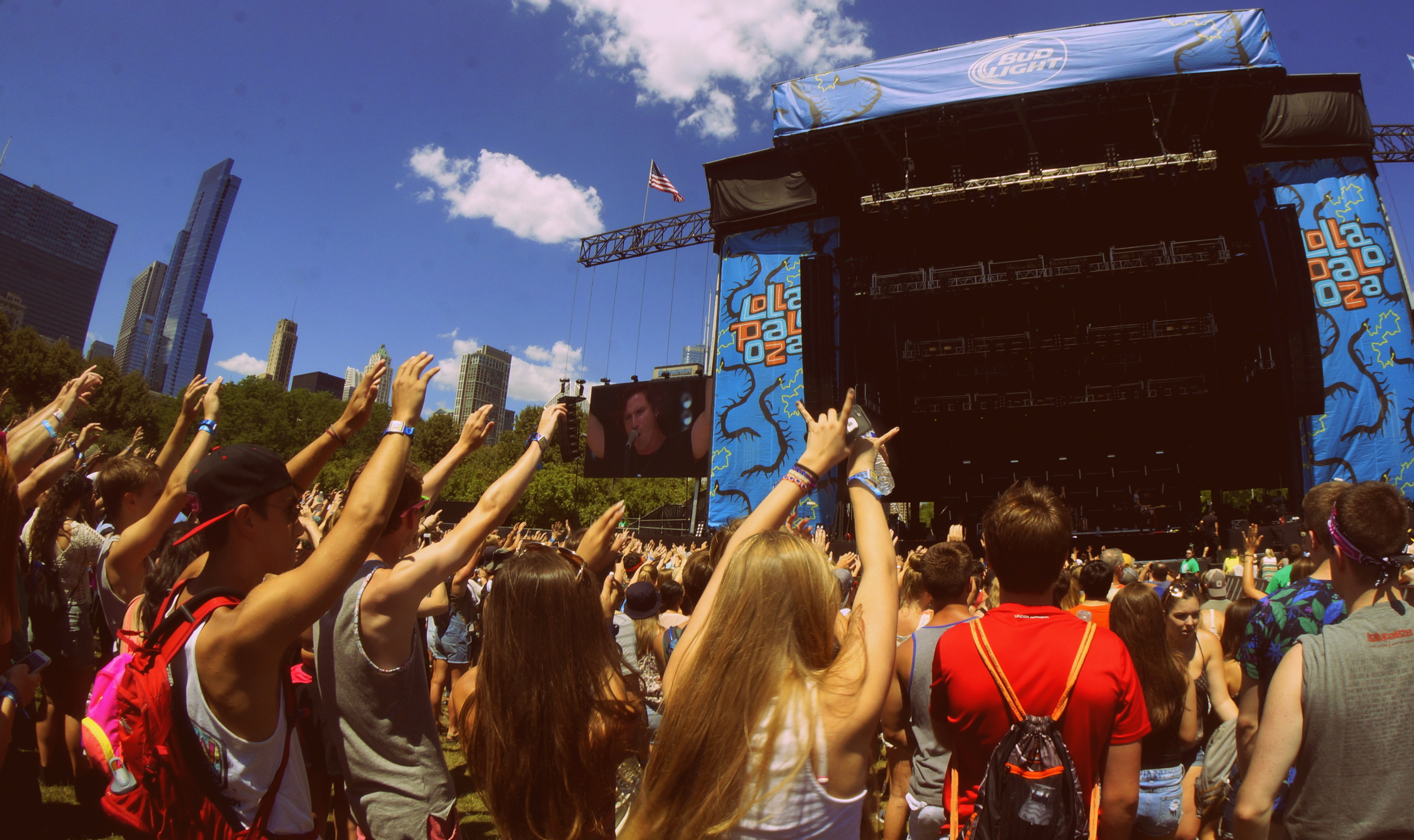
Evento da Lollapalooza de 2015

## Lollapalooza Brasil

### 2012
Em 2012 foi realizada, no Jockey Club em São Paulo, nos dias 7 e 8 de abril, a primeira versão brasileira do festival. Os headliners foram Foo Fighters no primeiro dia e Arctic Monkeys no segundo.
| Line-up | Line-up | Line-up                                                                                                | Line-up | Line-up |
| ------- | --- | --- | --- | ------- |
| Dia 7   | Foo Fighters TV on the Radio Calvin Harris Band of Horses Cage the Elephant Joan Jett and the Blackhearts O Rappa | Bassnectar The Crystal Method Perryetty V/S Chris Cox Peaches Wander Wildner Marcelo Nova Rhythm Monks | Pavilhão 9 Ritmo Machine Veiga & Salazar Daniel Beleza & Os Corações em Fúria Tipo Uísque Balls Marcio Techjun |         |
| Dia 8   | Arctic Monkeys Jane's Addiction MGMT Thievery Corporation Skrillex Foster the People Racionais MC's               | Friendly Fires Pretty Lights Gogol Bordello Tinie Tempah Plebe Rude Cascadura Velhas Virgens           | Garage Fuzz Killer On The Danceflood Kings of Swingers Black Drawing Chalks Suvaca Blubell Daniel Brandão      |         |

### 2013
A segunda edição foi novamente no Jockey Club nos dias 29, 30 e 31 de março de 2013. Os headliners foram Pearl Jam, The Killers e The Black Keys.
| Line-up | Line-up | Line-up | Line-up | Line-up |
| ------- | --- | --- | --- | ------- |
| Dia 29  | The Killers Deadmau5 The Flaming Lips Knife Party Cake Passion Pit Crystal Castles Copacabana Club                      | Porter Robinson The Temper Trap Of Monsters and Men Feed Me Technostalgia feat. DJ Marky e Bid Agridoce Holger Boss in Drama | Dirtyloud Tokyo Savannah Perrosky Bruno Barudi SL Dakota Dazatinha Oficina de Bateria com Igor Cavalera Revoltzsp |         |
| Dia 30  | The Black Keys Queens of the Stone Age A Perfect Circle Franz Ferdinand Steve Aoki Two Door Cinema Club Criolo Tomahawk | Nas Madeon Alabama Shakes Zeds Dead Toro y Moi Gary Clark Jr. Ludov Graforréia Xilarmônica                                   | Classic William Naraine Disco Baby Stop Play Moon Lennox Hortale                                                  |         |
| Dia 31  | Pearl Jam Planet Hemp Kaskade The Hives Kaiser Chiefs Hot Chip Foals Major Lazer                                        | Puscifer Rusko Felguk Vanguart Vivendo do Ócio Wehbba Wannabe Jalva Baia                                                     | República Database Sarah Messias Dis Moi Lirinha + Eddie Mixhell                                                  |         |

### 2014
A terceira edição foi no Autódromo de Interlagos, nos dias 5 e 6 de abril de 2014. Os headliners foram Soundgarden, Nine Inch Nails, Muse e Arcade Fire.
| Dia 5 | Muse Nine Inch Nails Imagine Dragons Phoenix Julian Casablancas Kid Cudi Lorde Nação Zumbi Capital Cities | Cage the Elephant ConeCrewDiretoria Wolfgang Gartner Flux Pavilion Portugal. The Man Café Tacvba Lucas Santtana Flume | Silva Elekfantz Vespas Mandarinas Digitaria Coisinha Red Oblivion Disclosure                            |
| Dia 6 | Arcade Fire Soundgarden Pixies Vampire Weekend New Order Axwell Ellie Goulding Jake Bugg                  | Johnny Marr The Bloody Betroots Raimundos AFI Savages Baauer Krewella Illya Kuryaki & The Valderramas                 | Francisca Valenzuela Selvagens à Procura de Lei Apanhador Só GABE Brothers of Brazil Ftampa Barbatuques |

### 2015
A quarta edição foi no Autódromo de Interlagos, nos dias 28 e 29 de março de 2015. Os headliners foram Robert Plant, Pharrell Williams, Jack White e Calvin Harris.
| Dia 28 | Jack White Skrillex Robert Plant Kasabian Bastille alt-J Major Lazer Marcelo D2                                    | KONGOS Fitz and The Tantrums St. Vincent Dillon Francis SBTRKT Banda do Mar Ritmo Machine DJ Snake  | Bula Boogarins Vintage Culture Baleia Nem Liminha Ouviu Anna E-Cologyk vs Jakko Zimbra                 |
| Dia 29 | Pharrell Williams Calvin Harris The Smashing Pumpkins Foster The People Interpol Steve Aoki The Kooks Big Gigantic | The Chainsmokers Rudimental Three Days Grace Young The Giant Pitty Molotov Carnage Childish Gambino | O Terno Mombojó Far From Alaska Victor Ruiz AV Any Mello Fatnotronic Chemical Surf Scalene Dr. Phoebes |

### 2016
A quinta edição brasileira do festival aconteceu no Autódromo de Interlagos, nos dias 12 e 13 de março de 2016. Entre as principais atrações estavam o rapper Eminem, a cantora Marina and the Diamonds, as bandas Mumford & Sons, Florence and the Machine e Jack Ü, projeto dos DJs Skrillex e Diplo, além de Eagles of Death Metal.
O ex-Oasis Noel Gallagher, Snoop Dogg, Tame Impala, Alabama Shakes e Bad Religion foram outros destaques da programação. Para os fãs de música eletrônica, houve apresentações de Jack Novak, Kaskade, Zedd e Matthew Koma, além dos brasileiros Groove Delight e Zerb.
| Line-up | Line-up | Line-up                                                                                     | Line-up                                                                                           | Line-up |
| ------- | --- | ------------------------------------------------------------------------------------------- | ------------------------------------------------------------------------------------------------- | ------- |
| Dia 12  | Eminem Marina and the Diamonds Mumford & Sons Tame Impala Kaskade Die Antwoord Of Monsters and Men Cold War Kids  | Flosstradamus RL Grime Bad Religion Alok Halsey Matanza Eagles Of Death Metal A-Trak        | The Joy Formidable Vintage Trouble Supercombo Matthew Koma Dônica Groove Delight Zerb The Baggios |         |
| Dia 13  | Florence + the Machine Jack Ü Planet Hemp Noel Gallagher's High Flying Birds Alabama Shakes Zedd ODESZA Zeds Dead | Emicida Duke Dumont WALK THE MOON Twenty Øne Piløts Jungle Marrero SEEED Albert Hammond Jr. | Gramatik Maglore Jack Novak Versalle Karol Conka Funky Fat Dingo Bells                            |         |

### 2017
A sexta edição brasileira do festival ocorreu no Autódromo de Interlagos, nos dias 25 e 26 de março de 2017. Entre as principais atrações estavam o cantor The Weeknd, as bandas Metallica, The Strokes, The xx e The 1975, além dos brasileiros Céu, Jaloo, Criolo e BaianaSystem. O line-up oficial com palcos e horários foi divulgado no dia 7 de março de 2017.
| Line-up                                                    | Line-up                                                     | Line-up                                                                       | Line-up                                                                                | Line-up |
| Palco Skol                                                 | Palco Onix                                                  | Palco Axe                                                                     | Perry's                                                                                |         |
| ---------------------------------------------------------- | ----------------------------------------------------------- | ----------------------------------------------------------------------------- | -------------------------------------------------------------------------------------- | ------- |
| Dia 25                                                     |                                                             |                                                                               |                                                                                        |         |
| Metallica Rancid Cage the Elephant Suricato Doctor Pheabes | The xx The 1975 Glass Animals The Outs                      | The Chainsmokers Tove Lo Criolo Tegan and Sara Bob Moses BaianaSystem Jaloo   | G-Eazy Marshmello Vintage Culture Tchami Don Diablo Victor Ruiz Haikaiss Ricci         |         |
| Dia 26                                                     |                                                             |                                                                               |                                                                                        |         |
| The Strokes Two Door Cinema Club Jimmy Eat World Céu       | The Weeknd Duran Duran Catfish and The Bottlemen Bratislava | Flume Melanie Martinez MØ Silversun Pickups Vance Joy Daniel Groove Kilotones | Martin Garrix Nervo Oliver Heldens GRiZ Borgore Chemical Surf Illusionize Gabriel Boni |         |
|                                                            |                                                             |                                                                               |                                                                                        |         |

### 2018
A sétima edição brasileira do festival ocorreu no Autódromo de Interlagos, nos dias 23, 24 e 25 de março de 2018. Entre as principais atrações estão as bandas Red Hot Chili Peppers, Pearl Jam, The Killers, Imagine Dragons, a cantora Lana Del Rey, e a volta do grupo LCD Soundsystem além do ex-vocalista da banda Oasis, Liam Gallagher.
| Line-up | Line-up                                                          | Line-up                                                                  | Line-up                                                                                      | Line-up |
| Palco Budweiser                                                                                             | Palco Onix                                                       | Palco Axe                                                                | Palco Perry's by Doritos                                                                     |         |
| --- | ---------------------------------------------------------------- | ------------------------------------------------------------------------ | -------------------------------------------------------------------------------------------- | ------- |
| Dia 23 |                                                                  |                                                                          |                                                                                              |         |
| Red Hot Chili Peppers Chance the Rapper Spoon Rincon Sapiência Selvagens à Procura de Lei Nem Liminha Ouviu | LCD Soundsystem Royal Blood Volbeat Vanguart Luneta Mágica       | Mac DeMarco Zara Larsson Oh Wonder Mallu Magalhães Plutão Já Foi Planeta | Alok Galantis DVBBS Alison Wonderland What So Not Shiba San FTampa Kyle Watson Sevenn        |         |
| Dia 24 |                                                                  |                                                                          |                                                                                              |         |
| Pearl Jam The National Anderson Paak Ego Kill Talent Tagore                                                 | Imagine Dragons David Byrne Kaleo Liniker e os Caramelows Ventre | Kygo Mano Brown O Terno Tash Sultana Jesuton                             | DJ Snake Yellow Claw Deorro Nghtmre Mac Miller Louis The Child Whethan Gustavo Mota Devochka |         |
| Dia 25 |                                                                  |                                                                          |                                                                                              |         |
| The Killers Liam Gallagher The Neighbourhood Milky Chance Braza                                             | Lana Del Rey Khalid Metronomy Sofi Tukker Francisco, el Hombre   | Wiz Khalifa Aurora Mahmundi Tiê                                          | Jørd Jetlag Cat Dealers Thomas Jack Cheat Codes Alan Walker Dillon Francis Hardwell          |         |
| |                                                                  |                                                                          |                                                                                              |         |

### 2019
A oitava edição brasileira do festival ocorreu no Autódromo de Interlagos, nos dias 5, 6 e 7 de abril de 2019. Entre as principais atrações estavam as bandas Arctic Monkeys, Kings of Leon, The 1975, o rapper Kendrick Lamar, o cantor Sam Smith, e o trio Tribalistas.
| Line-up                                                   | |                                                              | |  |
| Palco Budweiser                                           | Palco Onix                                                                                                 | Palco Adidas                                                 | Palco Perry's by Doritos                                                                                   |  |
| Dia 5                                                     | |                                                              | |  |
| Arctic Monkeys Tribalistas Foals Scalene Brvnks           | Sam Smith The 1975 Portugal. The Man Autoramas                                                             | Macklemore St. Vincent Troye Sivan The Fever 333 Molho Negro | Tiësto KSHMR ZHU FISHER Loud Luxury Bruno Be Dashdot Elekfantz Maz                                         |  |
| Dia 6                                                     | |                                                              | |  |
| Kings of Leon Lenny Kravitz Snow Patrol Rashid Carne Doce | Post Malone Bring Me the Horizon Silva Liniker e os Caramelows Catavento                                   | Odesza Jorja Smith Jain LANY Duda Beat                       | Steve Aoki Kungs Vintage Culture Valentino Khan Gryffin Chemical Surf Dubdogz + Vitor Kley Liu Illusionize |  |
| Dia 7                                                     | |                                                              | |  |
| Kendrick Lamar Greta Van Fleet The Struts BK' Aláfia      | Twenty Øne Piløts Interpol Gabriel, o Pensador The Inspector Cluzo E a terra nunca me pareceu tão distante | Years & Years Rüfüs Du Sol IZA Letrux Luiza Lian             | Dimitri Vegas & Like Mike RL Grime Don Diablo Bhaskar GTA Groove Delight KVSH Pontifexx                    |  |
|                                                           | |                                                              | |  |

### 2022
A nona edição do festival ocorreria em abril como é realizado tradicionalmente. Devido a pandemia de coronavírus, os shows foram adiados para os dias 04, 05 e 06 de dezembro, com Guns N' Roses, Travis Scott e The Strokes, que já eram atrações principais e estavam confirmados no line-up. 
Porém, devido a situação caótica que a pandemia causou no Brasil, a edição que ocorreria em 2020, foi postergada para 2021, e novamente para março de 2022.
Um dia antes do show, o baterista da banda Foo Fighters, Taylor Hawkins faleceu e levou ao cancelamento da turnê latino-americana da banda, incluindo o show do dia 27 de março no Lollapalooza Brasil, data em que a banda seria a atraçãoprincipa. De última hora foram convocados oito rappers para ocupar o espaço.
| Line-up | Line-up | Line-up                                                   | Line-up                                                  | Line-up |
| Palcos  | Palco Budweiser                                                                                                  | Palco Onix                                                | Palco Adidas                                             | Perry's by Doritos |
| ------- | --- | --------------------------------------------------------- | -------------------------------------------------------- | --- |
| Dia 25  | The Strokes Machine Gun Kelly LP Turnstile Detonautas                                                            | Doja Cat Marina The Wombats Jxdn A Balsa                  | Jack Harlow Caribou Pabllo Vittar Matuê Edgar            | Alan Walker Chris Lane Ashnikko 070 Shake JetLag Vinne Meca Barja Beowulf                                                                               |
| Dia 26  | Miley Cyrus Emicida Two Feet Silva Terno Rei                                                                     | A$AP Rocky A Day to Remember Jão Clarice Falcão Lamparina | Alexisonfire Alessia Cara Remi Wolf Jup do Bairro MC Tha | Alok Deorro WC no Beat and Kevin o Chris, Haikaiss, PK, Felp22, MC TH & Hyperanhas Boombox Cartel DJ Marky Chemical Surf Victor Lou Ashiban Fatnotronic |
| Dia 27  | Planet Hemp, Emicida, DJ Nyack, DJ KL Jay, Criolo, Bivolt, Drik Barbosa e Rael The Libertines Idles Rashid Lagum | Martin Garrix Black Pumas Fresno Aliados                  | Kehlani Djonga Marina Sena Planta & Raiz Menores Atos    | Alesso Gloria Groove Kaytranada Goldfish Cat Dealers Fancy Inc Evokings Malifoo Fractall X Rocksted                                                     |

Programação original (2020)
- Guns N' Roses
- Travis Scott
- The Strokes
- Lana Del Rey
- Martin Garrix
- Gwen Stefani
- Armin van Buuren
- Vampire Weekend
- Cage the Elephant
- James Blake
- The Lumineers
- Brockhampton
- Alan Walker
- Illenium
- Rezz
- LP
- Rita Ora
- Kacey Musgraves
- Rex Orange County
- Madeon
- Chris Lake
- A Day to Remember
- Charli XCX
- City and Colour
- Perry Farrell's Kind Heaven Orchestra
- R3hab
- King Princess
- Hayley Kiyoko
- Jaden Smith
- Lauv
- Pabllo Vittar
- Emicida
- Djonga
- Kali Uchis
- Silva
- Cat Dealers
- Chemical Surf
- Rashid
- Denzel Curry
- AJR
- Victor Lou
- Goldfish
- Fresno
- Evokings
- Fancy Inc
- Jão
- San Holo
- The Hu
- Vinne
- Ashibah
- Mika
- Fractall x Rocksted
- Idles
- Yungblud
- Terno Rei
- Clarice Falcão
- Menores Atos
- Wallows
- Two Feet
- Masego
- MC Tha
- Boombox Cartel
- Jetlag
- Beowülf
- Barja
- Fatnotronic
- Malifoo
- Edgar
- 509-E
- WC No Beat
- Ludmilla
- Kevin o Chris
- Haikaiss
- Filipe Ret
- PK
- Felp 22

### 2023
A décima edição do festival ocorreu em 24, 25 e 26 de março. Dois dos artistas principais cancelaram de última hora, Blink-182 no começo do mês após o baterista Travis Barker ter de passar por uma cirurgia, trocados por Twenty Øne Piløts; Drake já no dia do show, substituído por Skrillex. Também houve cancelamentos dos artistas Dominic Fike (substitído pelo Mother Mother), 100 Gecs (substitído pelo Almanac), Omar Apollo (substítuído por The Rose), WILLOW (substituída por Baco Exu do Blues) e Melanie Ribbe (substítuída por DJ Th4ys).
| Line-up | Line-up                                                         | Line-up                                                   | Line-up                                                                        | Line-up |
| Palcos  | Palco Budweiser                                                 | Palco Chevrolet                                           | Palco Adidas                                                                   | Perry's by Johnny Walker Blonde                                                                                            |
| ------- | --------------------------------------------------------------- | --------------------------------------------------------- | ------------------------------------------------------------------------------ | --- |
| Dia 24  | Billie Eilish Kali Uchis Mother Mother Anavitória BABY Aliados  | Lil Nas X Conan Gray Modest Mouse Black Alien Brisa Flow  | Rise Against Polo & Pan Hot Milk Suki Waterhouse Planta & Raiz Gab Ferreira    | Claptone Gorgon City John Summit Pedro Sampaio Nora En Pure Devochka Öwnboss Madds Aline Rocha Curol                       |
| Dia 25  | Twenty Øne Piløts The 1975 Wallows Ludmilla Tássia Reis Mulamba | Tame Impala Jane's Addiction Yungblud Gilsons Medulla     | Melanie Martinez Sofi Tukker Filipe Ret Pitty Carol Biazin Ana Frango Elétrico | Jamie xx Purple Disco Machine Mochakk Liu Almanac Eli Iwasa D-Nox Binaryh DJ Th4ys Valentina Luz                           |
| Dia 26  | Skrillex Tove Lo L7NNON Rashid Larissa Luz                      | ROSALÍA Aurora Os Paralamas do Sucesso Tuyo Number Teddie | Cigarettes After Sex Baco Exu do Blues The Rose O Grilo Black Pantera          | Armin van Buuren Alison Wonderland Fred Again Dubdogz x KVSH Rooftime Santti Carola Deekapz Camilla Brunetta Carol Seubert |

### 2024
A décima primeira edição ocorreu nos dias 22, 23 e 24 de março no Autódromo de Interlagos. 
A banda Paramore, que seria a atração principal do dia 23, cancelou sua participação e foi substituída pela banda Kings of Leon. 
Rina Sawayama, que também se apresentaria no dia 23, foi substituída por Jessie Reyez.
Dove Cameron, que se apresentaria no dia 24, foi substituída por Greta Van Fleet.
Jaden Smith participaria do festival no dia 22, e também teve sua participação cancelada.
| Line-up | Line-up                                                                    | Line-up                                                  | Line-up                                                                                              | Line-up |
| Palcos  | Palco Budweiser                                                            | Palco Samsung Galaxy                                     | Palco Alternativo                                                                                    | Perry's by Johnny Walker Blonde                                                                                                  |
| ------- | -------------------------------------------------------------------------- | -------------------------------------------------------- | --- | --- |
| Dia 22  | Blink-182 The Offspring Fletcher Lourena Rancore                           | Arcade Fire Jungle Luísa Sonza Dexter, o Oitavo Anjo     | The Blaze BaianaSystem Marcelo D2 Maneva Nouvella                                                    | Diplo Dom Dolla MK Kittin Classmatic Mila Journée Ratier Mary Mesk From House to Disco Ella Whatt                                |
| Dia 23  | Kings of Leon Thirty Seconds to Mars Jessie Reyez BK' Tulipa Ruiz InDharma | Titãs Limp Bizkit Hozier Xamã MC Luanna Supla            | King Gizzard & the Lizard Wizard Kevin o Chris Pierce the Veil Manu Gavassi Day Limns Stop Play Moon | Above & Beyond Timmy Trumpet Loud Luxury Groove Delight Gabe Sarah Stenzel, B28 & Curol Jessica Brankka Riascode Giu Marina Dias |
| Dia 24  | SZA Phoenix Nothing but Thieves Hungria Benziê                             | Greta Van Fleet Sam Smith Gilberto Gil Dayglow Braza YMA | The Driver Era Omar Apollo Rael Céu MC Daniel                                                        | Meduza ZHU Dombresky J. Whorra MC Livinho + MC Davi TZ da Coronel + Oruam Vulgo FK + MC Dricka MC Soffia DJ Subúrbia             |

### 2025
A décima segunda edição irá ocorrer nos dias 28, 29 e 30 de março no Autódromo de Interlagos. 
A banda Fontaines D.C. se apresentaria no primeiro dia de festival, porém, precisou cancelar o show devido a problemas de saúde de um dos seus integrantes. A banda foi substituída por White Denim.

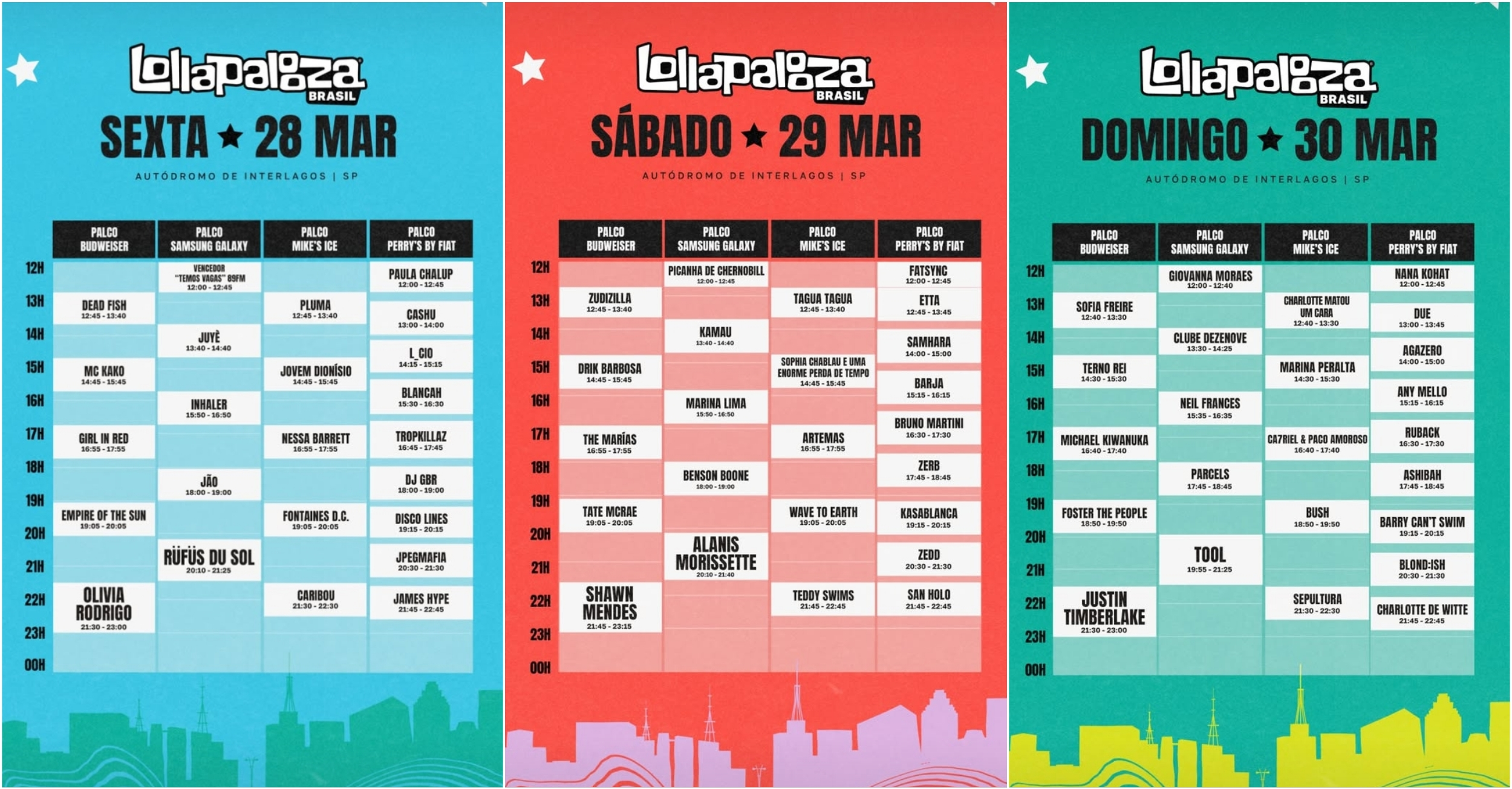
Horários dos shows na edição de 2025 do Lollapalooza Brasil

| Line-up | Line-up                                                                     | Line-up                                                                | Line-up                                                                                  | Line-up                                                                             |
| Palcos  | Palco Budweiser                                                             | Palco Samsung Galaxy                                                   | Palco Mike's Ice                                                                         | Palco Perry's by Fiat                                                               |
| ------- | --------------------------------------------------------------------------- | ---------------------------------------------------------------------- | ---------------------------------------------------------------------------------------- | ----------------------------------------------------------------------------------- |
| Dia 28  | Olivia Rodrigo Empire of the Sun Girl in Red MC Kako Dead Fish              | Rüfüs Du Sol Jão Inhaler Juyè                                          | Caribou Nessa Barrett White Denim Jovem Dionísio Pluma                                   | James Hype JPEGMafia Disco Lines DJ GBR Tropkillaz BLANCAh L_cio Cashu Paula Chalup |
| Dia 29  | Shawn Mendes Tate McRae The Marías Drik Barbosa Zudizilla                   | Alanis Morissette Benson Boone Marina Lima Kamau Picanha de Chernobill | Teddy Swims Wave to Earth Artemas Sophia Chablau e Uma Enorme Perda de Tempo Tagua Tagua | Zedd San Holo Kasablanca Zerb Bruno Martini Barja Samhara Etta FatSync              |
| Dia 30  | Justin Timberlake Foster the People Michael Kiwanuka Terno Rei Sofia Freire | Tool Parcels Neil Frances Clube Dezenove Giovanna Moraes               | Sepultura Bush Ca7riel & Paco Amoroso Marina Peralta Charlotte Matou um Cara             | Charlotte de Witte Blond:ish Ashibah Ruback Any Mello Agazero Due Nana Kohat        |